# 2016年联合国秘书长选举
2016年聯合國秘書長選舉於2016年10月舉行，旨在選出第九任聯合國秘書長，接替於2016年末卸任的時任秘書長潘基文。2016年7月21日至10月5日之間，聯合國安全理事會舉行了6次意向性投票，來自葡萄牙的安東尼奧·古特雷斯在每一輪均獲得最高票，並在最後一輪投票獲得13票支持、2票棄權。10月6日，古特雷斯獲安理會一致推薦為下任秘書長人選，並在同月13日獲大會以鼓掌方式批准。
聯合國大會在2015年決定改革秘書長選舉，故本次選舉進行了過往選舉沒有的公開遴選程序及電視辯論，以提高選舉的透明度。本次選舉亦鼓勵提名從未擔任秘書長職務的女性或來自東歐的候選人，但最終由唯一一位非女性亦非東歐出身的古特雷斯勝選。

## 背景
根據《聯合國憲章》規定，「秘書長應由大會經安全理事會之推薦委派之」，故安理會的五個常任理事國在聯合國秘書長選舉亦可以行使其否決權。聯合國透過其他程序規則和認可慣例，對《憲章》有關條文未詳細說明之處進行了補充。
由於秘書長有不能連任多於一次的不成文慣例，時任聯合國秘書長潘基文將於2016年12月31日第二個任期完結後卸任。秘書長職務設有由不同區域集團輪流擔任的規定，故亞洲－太平洋國家組的候選人並不符合資格。本次選舉鼓勵提名來自從未當選秘書長職務的東歐國家組的候選人，但俄羅斯與另外三個屬於西歐和其他國家組的安理會常任理事國之間因克里米亞危機而起的緊張局勢，提升了美、英、法三國對東歐候選人行使否決權的可能性。最終，候選人共來自3個不同的區域集團，包括東歐國家組、西歐和其他國家組及拉丁美洲和加勒比國家組。
至今，從來未有女性當選為聯合國秘書長。時任聯合國大會主席莫恩斯·呂克托夫特及安理會輪值主席、美國常駐聯合國代表薩曼莎·鮑爾在2015年12月向所有會員國發信，鼓勵提名女性候選人。立即平等發起倡議，呼籲由女性擔任下一任聯合國秘書長。本次選舉共有7名女性獲提名為候選人。

## 改革
過往聯合國秘書長的遴選程序非常保密而不透明，經常被與教宗選舉相比較。欲參選者需要透過遊說安全理事會成員以獲取候選資格。安理會成員會在磋商室以秘密投票形式進行意向性投票，且投票結果不會被公佈。因此，遴選程序經常因其低透明度而受到批評。西蒙·謝斯特曼在海峽時報撰文質疑，作為世界上最重要的國際組織之一，聯合國的領袖「只是五常認為合適的候選人之間的最小公分母」並不足夠。1人服務70億人運動及元老會等非政府組織也支持將遴選程序透明化。
聯合國安理會和大會因此採取措施，使聯合國秘書長選舉變得更為公開而透明。時任聯合國大會主席莫恩斯·呂克托夫特及安理會輪值主席薩曼莎·鮑爾向全體會員國致函，向各國徵集候選人的人選。候選人亦參加了電視辯論，並回答與他們目標及政見相關的提問。
安理會在7月21日首次舉行了意向性投票，並就舉行投票通知了大會主席，但仍如過往做法一樣未有公開投票結果。呂克托夫特批評，不公開投票結果並未如各會員國的期望，以及仍然未達到公開、透明的標準，但其後的意向性投票仍沒有公開發表結果。

## 候選人
直至10月5日的最後一次意向性投票，共有10位候選人競逐聯合國秘書長職務。前任葡萄牙總理、曾任職聯合國難民署高級專員的安東尼奧·古特雷斯在全部6次投票中均領先。首次投票後，以11票反對排名最末的時任克羅地亞國會副議長韋斯娜·皮習克於8月4日宣佈退選。黑山外交部長伊戈尔·卢克希奇與克莉絲汀娜·菲格雷斯其後分別於8月24日及9月12日先後退選。保加利亞總理在9月28日重新提名了克里斯塔利娜·格奧爾基耶娃成為代表該國的唯一候選人，但由於退選須由候選人而非提名國決定，原本代表該國的伊琳娜·博科娃決定繼續參選，故最終共有兩位來自保加利亞的候選人。

### 官方候選人
| 圖片 | 姓名                       | 相關經驗 | 提名國     | 提名日期       | 區域集團                |
| ---- | -------------------------- | --- | ---------- | -------------- | ----------------------- |
|      | 斯爾詹·克里姆              | 馬其頓外交部长（2000－2001） 聯合國大會主席（2007－2008）                                                      | 北馬其頓   | 2015年12月30日 | 東歐組                  |
|      | 達尼洛·圖爾克              | 斯洛文尼亞常駐聯合國代表（1991－2000） 聯合國主管政治事務助理秘書長（2000－2005） 斯洛文尼亞總統（2007－2012） | 斯洛維尼亞 | 2016年2月9日   | 東歐組                  |
|      | 伊琳娜·博科娃              | 保加利亞代理外交部長（1996－1997） 聯合國教育、科學及文化組織總幹事（2009－2017）                              | 保加利亚 · | 2016年2月11日  | 東歐組                  |
|      | 納塔利婭·蓋爾曼            | 摩爾多瓦外交和歐洲一體化部部長（2013－2016） 摩爾多瓦代理總理（2015）                                          | 摩尔多瓦   | 2016年2月19日  | 東歐組                  |
|      | 安東尼奧·古特雷斯          | 葡萄牙總理（1995－2002） 聯合國難民署高級專員（2005－2015）                                                    | 葡萄牙     | 2016年2月29日  | 西歐和 其他國家組       |
|      | 海倫·克拉克                | 新西蘭總理（1999－2008） 聯合國開發計劃署署長（2009－2017）                                                    | 新西兰     | 2016年4月4日   | 西歐和 其他國家組       |
|      | 武克·耶雷米奇              | 外交部長（2007－2012） 聯合國大會主席（2012－2013）                                                            | 塞爾維亞   | 2016年4月12日  | 東歐組                  |
|      | 米羅斯拉夫·萊恰克          | 國際社會駐波黑高級代表（2007－2009） 斯洛伐克外交部長（2009－2010；2012－2020）                                | 斯洛伐克   | 2016年5月25日  | 東歐組                  |
|      | 蘇珊娜·馬爾科拉            | 聯合國外勤支援部副秘書長（2008－2012） 聯合國秘書長辦公廳主任（2012－2015） 阿根廷外交部長（2015－2017）       | 阿根廷     | 2016年5月23日  | 拉丁美洲和 加勒比國家組 |
|      | 克里斯塔利娜· 格奧爾基耶娃 | 歐洲國際合作、人道救援及危機應對專員（2010－2014） 歐洲預算和人力資源專員（2014－2016）                        | 保加利亚   | 2016年9月28日  | 東歐組                  |

### 退選
| 圖片 | 姓名                | 相關經驗                                          | 提名國     | 提名日期       | 退選日期       | 區域集團                |
| ---- | ------------------- | ------------------------------------------------- | ---------- | -------------- | -------------- | ----------------------- |
|      | 韋斯娜·皮習克       | 克羅地亞外交與歐洲事務部部長（2011－2016）        |            | 2016年 1月14日 | 2016年 8月4日  | 東歐組                  |
|      | 伊戈尔·卢克希奇     | 黑山總理（2010－2012） 黑山外交部長（2012－2016） | 蒙特內哥羅 | 2016年 1月15日 | 2016年 8月23日 | 東歐組                  |
|      | 克莉絲汀娜·菲格雷斯 | 聯合國氣候變化框架公約執行秘書（2010－2016）      |            | 2016年 7月7日  | 2016年 9月12日 | 拉丁美洲和 加勒比國家組 |

### 未獲提名
來自工黨的前澳洲總理陸克文在2016年4月曾向自由黨－國家黨聯盟執掌的澳洲政府請求提名。在7月28日舉行的內閣會議對其是否適合擔任聯合國秘書長職務存在分歧，時任總理麥爾坎·譚保最終拒絕了陸克文的請求，陸克文亦因此並未能取得參選資格。

## 安理會意向性投票
聯合國安全理事會在磋商室舉行了6次意向性投票，以不記名投票制進行，安理會成員可以對每名候選人各自投下支持、反對或無意見票。首五輪意向性投票分別於7月21日、8月5日、8月29日、9月9日及9月26日舉行。
第六輪，即最後一輪投票於10月5日舉行。五個安理會常任理事國使用紅色投票紙參與投票（下表以括號內數字表示），以確認是否有常任理事國對候選人動用否決權，其他理事國則使用白色投票紙。由於安東尼奧·古特雷斯是唯一一位成功達到九票支持以上門檻、且未被任何常任理事國提出反對的候選人，成為安理會「各方明確支持的人選」。
| 候選人                    | 7月21日    | 7月21日    | 7月21日    | 8月5日     | 8月5日     | 8月5日     | 8月29日    | 8月29日    | 8月29日    | 9月9日     | 9月9日     | 9月9日     | 9月26日    | 9月26日    | 9月26日    | 10月5日 | 10月5日 | 10月5日 | 結果 |
| 候選人                    | E          | D          | N          | E          | D          | N          | E          | D          | N          | E          | D          | N          | E          | D          | N          | E       | D       | N       | 結果 |
| ------------------------- | ---------- | ---------- | ---------- | ---------- | ---------- | ---------- | ---------- | ---------- | ---------- | ---------- | ---------- | ---------- | ---------- | ---------- | ---------- | ------- | ------- | ------- | ---- |
| 斯爾詹·克里姆             | 9          | 5          | 1          | 6          | 7          | 2          | 6          | 7          | 2          | 8          | 7          | 0          | 6          | 9          | 0          | 5(2)    | 9(3)    | 1       |      |
| 韋斯娜·皮習克             | 2          | 11         | 2          | 退選       | 退選       | 退選       | 退選       | 退選       | 退選       | 退選       | 退選       | 退選       | 退選       | 退選       | 退選       | 退選    | 退選    | 退選    |      |
| 伊戈尔·卢克希奇           | 3          | 7          | 5          | 2          | 9          | 4          | 退選       | 退選       | 退選       | 退選       | 退選       | 退選       | 退選       | 退選       | 退選       | 退選    | 退選    | 退選    |      |
| 達尼洛·圖爾克             | 11         | 2          | 2          | 7          | 5          | 3          | 5          | 6          | 4          | 7          | 6          | 2          | 7          | 7          | 1          | 5(1)    | 8(4)    | 2       |      |
| 伊琳娜·博科娃             | 9          | 4          | 2          | 7          | 7          | 1          | 7          | 5          | 3          | 7          | 5          | 3          | 6          | 7          | 2          | 7(3)    | 7(2)    | 1       |      |
| 納塔利婭·蓋爾曼           | 4          | 4          | 7          | 3          | 10         | 2          | 2          | 12         | 1          | 3          | 11         | 1          | 3          | 11         | 1          | 3(1)    | 11(3)   | 1(1)    |      |
| 安東尼奧·古特雷斯         | 12         | 0          | 3          | 11         | 2          | 2          | 11         | 3          | 1          | 12         | 2          | 1          | 12         | 2          | 1          | 13(4)   | 0       | 2(1)    | 勝選 |
| 海倫·克拉克               | 8          | 5          | 2          | 6          | 8          | 1          | 6          | 8          | 1          | 6          | 7          | 2          | 6          | 9          | 0          | 6(1)    | 8(3)    | 1(1)    |      |
| 武克·耶雷米奇             | 9          | 5          | 1          | 8          | 4          | 3          | 7          | 5          | 3          | 9          | 4          | 2          | 8          | 6          | 1          | 7(2)    | 6(3)    | 2       |      |
| 米羅斯拉夫·萊恰克         | 7          | 3          | 5          | 2          | 6          | 7          | 9          | 5          | 1          | 10         | 4          | 1          | 8          | 7          | 0          | 7(2)    | 6(2)    | 2(1)    |      |
| 蘇珊娜·馬爾科拉           | 7          | 4          | 4          | 8          | 6          | 1          | 7          | 7          | 1          | 7          | 7          | 1          | 7          | 7          | 1          | 5(2)    | 7(1)    | 3(2)    |      |
| 克莉絲汀娜·菲格雷斯       | 5          | 5          | 5          | 5          | 8          | 2          | 2          | 12         | 1          | 5          | 10         | 0          | 退選       | 退選       | 退選       | 退選    | 退選    | 退選    |      |
| 克里斯塔利娜·格奧爾基耶娃 | 尚未被提名 | 尚未被提名 | 尚未被提名 | 尚未被提名 | 尚未被提名 | 尚未被提名 | 尚未被提名 | 尚未被提名 | 尚未被提名 | 尚未被提名 | 尚未被提名 | 尚未被提名 | 尚未被提名 | 尚未被提名 | 尚未被提名 | 5(2)    | 8(2)    | 2(1)    |      |

|  | 獲得了至少一個安理會常任理事國的支持票           |
|  | 獲得了至少一個安理會常任理事國的反對票（否決權） |
|  | 尚未獲得國家提名／退選                           |

## 結果
2016年10月6日，安全理事會以鼓掌表決形式通過第2311號決議，推薦安東尼奧·古特雷斯為下一任秘書長的人選，並於同月13日獲聯合國大會第71屆會議同樣以鼓掌表決形式批准，正式任命古特雷斯為第九任聯合國秘書長，於是2017年1月1日履新。